# Kartini (cràter)
Kartini és un cràter d'impacte en el planeta Venus de 23,4 km de diàmetre. Porta el nom de Raden Adjeng «Kartini» (1879-1904), militant feminista javanesa, i el seu nom va ser aprovat per la Unió Astronòmica Internacional el 1991.